# Strîhanka, Kameanka-Buzka
Strîhanka (în ucraineană Стриганка) este un sat în comuna Starîi Dobrotvir din raionul Kameanka-Buzka, regiunea Liov, Ucraina.

## Demografie
Componența lingvistică a localității Strîhanka
     Ucraineană (100%)
Conform recensământului din 2001, toată populația localității Strîhanka era vorbitoare de ucraineană (100%).